# Pierre Loti (paquebot)
Le Pierre Loti est un paquebot construit en 1951 par l'arsenal de Brest pour les Messageries maritimes. Il est lancé le 3 mai 1952 et mis en service en 17 juillet 1953. En 1970, il est vendu à la compagnie K. Efthymiades qui l’utilise comme ferry. Renommé Patra en 1972, il est converti en ferry. En 1978, il est vendu à la compagnie Valieros Utramar qui le renomme Chrysovalandou II, puis revendu à la compagnie Amelia Martin Naviera l’année suivante et rebaptisé Eros. C’est sous ce nom qu’il est détruit à Salamine en 1986

## Histoire
Le Pierre Loti est un paquebot construit en 1951 par l'arsenal de Brest pour les Messageries maritimes. Il est lancé le 3 mai 1952 et mis en service en 17 juillet 1953.
Le 22 mars 1955, il s’échoue à Nossi-Bé. Son déséchouage est effectué par 4 remorqueurs. Le 4 avril 1959, il heurte un boutre à Dar es Salam. L’équipage, composé de 7 personnes, est récupéré à bord. Le 24 avril 1961, il heurte l’Aatgerk pendant une manœuvre dans le port de Marseille.
En 1970, il est vendu à la compagnie K. Efthymiades. Renommé Patra en 1972, il est converti en ferry.
En 1978, il est vendu à la compagnie Valieros Utramar qui le renomme Chrysovalandou II, puis revendu à la compagnie Amelia Martin Naviera l’année suivante et rebaptisé Eros. C’est sous ce nom qu’il est détruit à Salamine en 1986

## Décoration
La décoration du paquebot est confiée à Jules Leleu. Ce dernier charge Alice Colonieu de créer les céramiques qui orneront le navire dont le fameux diptyque en céramique et en forme d’ogive pour décorer la piscine du paquebot Pierre Loti. L’œuvre, d’une hauteur de 190 cm et d’une largeur de 88 cm, où figure deux tahitiennes en bas-relief a été démonté lors de la vente du paquebot à la Grèce en 1970 puis vendu aux enchères.

## Navires-Jumeaux
Il a trois navires jumeaux:
- le Ferdinand de Lesseps, détruit en 2003 à Alang.
- le La Bourdonnais, détruit en 1977 à Perama.
- l’Oceanos, coulé le 4 août 1991.